# Nikolaj I. Mistik
Nikolaj I. Mistik  (grško  Νικόλαος Μυστικός, Nikólaos I Mystikós) je bil od marca 901 do februarja 907 in od maja 912 do svoje smrti leta 925 carigrajski ekumenski patriarh, * 852, † 11. maj 925. 
V Vzhodnih pravoslavnih cerkvah se praznuje 16. maja.

## Življenje
Nikolaj je bil rojen na Apeninskem polotoku in postal prijatelj patriarha Fotija I. Po Fotijevi razrešitvi leta 886 je padel v nemilost in se umaknil v samostan. Cesar Leon VI. Modri ga je vzel iz samostana in ga imenoval za mistika in verjetno za svojega tajnika. 
1. marca 901 je bil Nikolaj imenovan za carigrajskega patriarha. Kasneje se je z Leonom VI. sprl zaradi četrte cesarjeve poroke, tokrat z njegovo ljubico Zojo Karbonopsino. Čeprav nerad, je krstil njunega sina, bodočega cesarja Konstantina VII., cesarju pa je prepovedal vstop v cerkev in se morda celo zapletel v upor Andronika Dukasa. Kot patriarh je bil 1. februarja 907 odstavljen. Zamenjal ga je patriarh Evtimij. Nikolaj je bil izgnan nazaj v svoj samostan in menil, da je njegova odstavitev neupravičena. V spor je vpletel papeža Sergija III.
Maja  912 je na bizantinski prestol sedel Leonov brat Aleksander, ki je Nikolaja vrnil na položaj patriarha. Sledil je dolgotrajen boj z Evtimijevimi privrženci, ki se je končal šele, ko je Roman I. Lekapen kot starejši cesar leta 920 razglasil Odlok o uniji. Cesar Aleksander je medtem izzval vojno z Bolgarijo in leta 913 umrl. Nasledil ga je mladoletni sin Konstantin VII. Nikolaj Mistik je postal vodilni član sedemčlanskega regentstva mladega cesarja in se moral kot tak soočiti z napadom Simeona I. Bolgarskega na Carigrad. Nikolaj je izpogajal mirno poravnavo spora, okronal Simeona za cesarja Bolgarov na slovesnosti pred obzidjem Carigrada in poskrbel za poroko Simeonove hčerke s Konstantinom VII. 
Nikolajevo popuščanje Bolgarom je spodkopalo njegov položaj. Marca 914 je Zoja Karbonopsina ob podpori magistra Ivana Eladasa strmoglavila Nikolaja s položaja glavnega regenta in preklicala sporazum s Simeonom, kar je obnovilo sovražnosti z Bolgarijo. Ko so Bolgari leta 917 v bitki pri Aheloju porazili njenega glavnega zagovornika Leona Fokasa, je Zoja začela izgubljati tla pod nogami. Osramočeno zaradi nadaljnjih neuspehov je leta 919 njo in njene podpornike izpodrinil admiral Roman Lekapen, ki je svojo hčerko Heleno Lekapeno poročil s Konstantinom VII. Slednji je leta 920 končno zasedel cesarski prestol kot samostojen vladar. Patriarh Nikolaj je postal eden od njegovih najmočnejših zagovornikov in do svoje smrti leta 925 prevzel glavno breme ponovnih pogajanj z Bolgari. 

## Zapuščina
Nikolaj Mistik je razen pisem različnim veljakom in tujim vladarjem, vključno s Simeonom Bolgarskim, napisal pridigo o plenjenju Soluna s strani Arabcev leta 904. Bil je kritičen mislec, ki je šel tako daleč, da je dvomil v avtoriteto zapisov v Stari zavezi in predstavo, da je cesarjev ukaz nenapisan zakon.

## Vira
- Nicholas I, Patriarch of Constantinople, Letters. Greek Text and English Tr. by R. J. H. Jenkins and L. G. Westerink (Washington, D.C., 1973).
- Alexander Kazhdan (ur.).The Oxford Dictionary of Byzantium. Oford, Oxford University Press, 1991.

| Verski nazivi          | Verski nazivi                   | Verski nazivi         |
| ---------------------- | ------------------------------- | --------------------- |
| Predhodnik: Anton II.  | Patriarh Konstantinopla 901–907 | Naslednik: Evtimij I. |
| Predhodnik: Evtimij I. | Patriarh Konstantinopla 912–925 | Naslednik: Štefan II. |